# Антон II фон Турн и Валсасина
Антон II фон Турн и Валсасина (на немски: Anton II von Thurn und Valsassina; † 27 септември 1569) е австрийски благородник, господар на Турн и Валсасина в Каринтия, ландмаршал на Гьоц в Бранденбург, издигнат на фрайхер 1532 и на граф на Турн 1541 г.

## Живот
Родът му произлиза от италианската фамилия Дела Торе и през 13 век чрез женитба получава господството Валсасина в провинция Леко. Фамилията се мести в Каринтия.
Той е син на Андреас фон Турн и Валсасина († 1541), губернатор на Крайна, и съпругата му Бианка ди Форментини. Внук е на Антон I фон Турн и Валсасина († 1512) и Амороза фон Ланденберг († 1482). Първи братовчед е на Франц фон Турн и Валсасина (1508 – 1586), граф на Турн и Валсасина и на Кройц в Каринтия, граф на Линц, и таен съветник в двора на австрийския ерцхерцог Фердинанд II.
Антон II Франц и братовчед му Франц са издигнати през 1541 г. на фрайхер и граф.

## Фамилия
Антон II фон Турн и Валсасина се жени за Урсула фон Ендлинген. Te имат 4 сина:
- Ахац II фон Турн и Валсасина (* 11 ноември 1529; † 10/11 февруари 1597), издигнат 1572 г. на граф Турн и Валсасина в Блайбург, женен за графиня Поликсена Анна Шлик († 11 януари 1595), дъщеря на Хайнрих IV „Млади“ Шлик († сл. 1569) и графиня Катарина фон Глайхен-Тона († сл. 1548); имат двама сина и дъщеря
- Волфганг фон Турн и Валсасина (* 11 декември 1534, † 27 септември 1594, Лайбах), издигнат 1572 г. на граф Турн и Валсасина, женен за Розина Инернзеер; имат две дъщери
- Йобст Йозеф фон Турн и Валсасина (* 1533; † 1589), женен за Катарина фон Пьочах
- Йохан Амброс фон Турн и Валсасина (* 4 декември 1537; † 14 септември 1621), женен за графиня Мария Саломена Шлик, сестра на снаха му Поликсена Анна Шлик; имат две деца